# Altiplano
Pour les articles homonymes, voir Altiplano (homonymie).
 (mars 2019).
Si vous disposez d'ouvrages ou d'articles de référence ou si vous connaissez des sites web de qualité traitant du thème abordé ici, merci de compléter l'article en donnant les références utiles à sa vérifiabilité et en les liant à la section « Notes et références ».

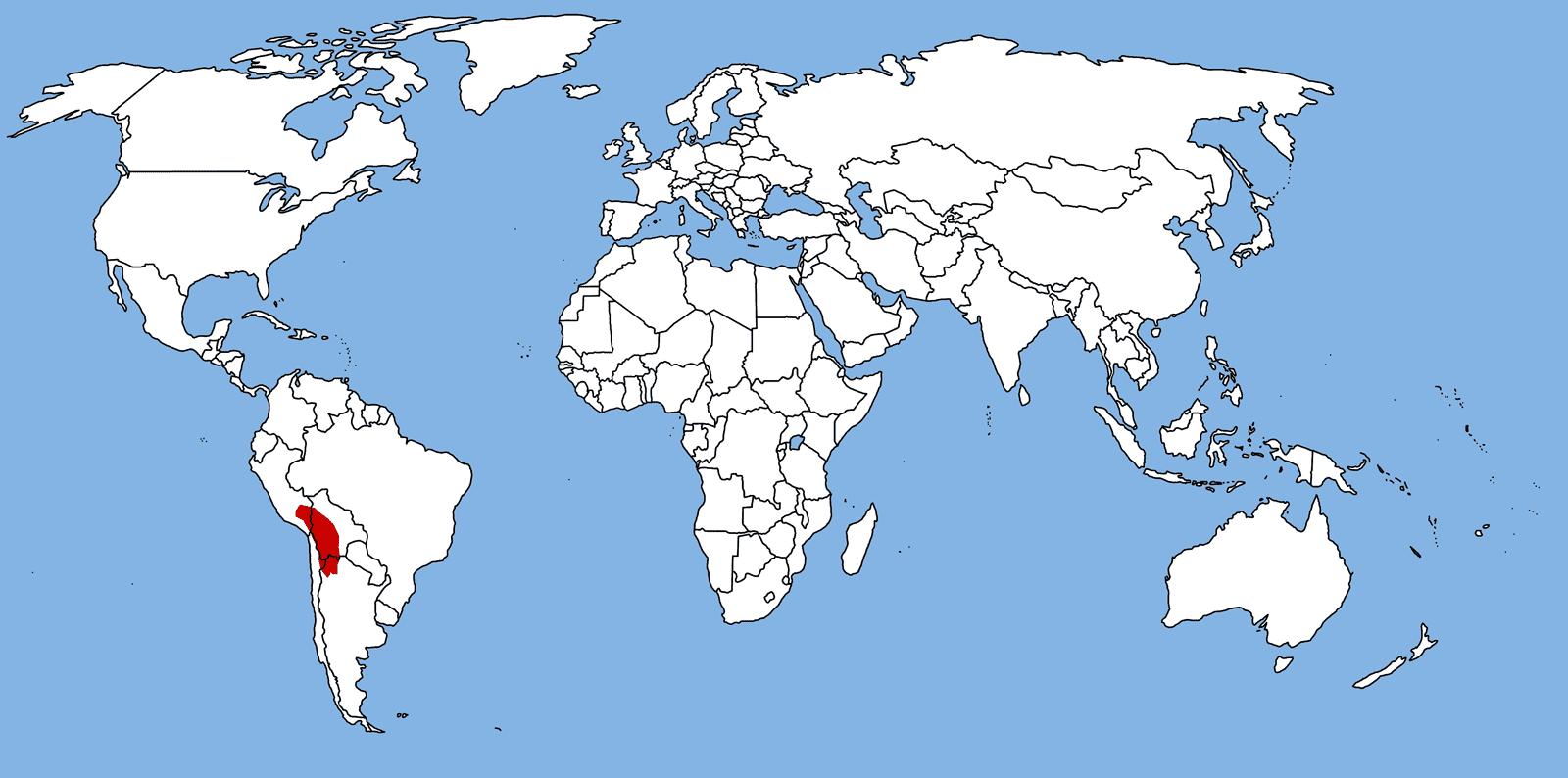
Situation de l'Altiplano en Amérique du Sud.

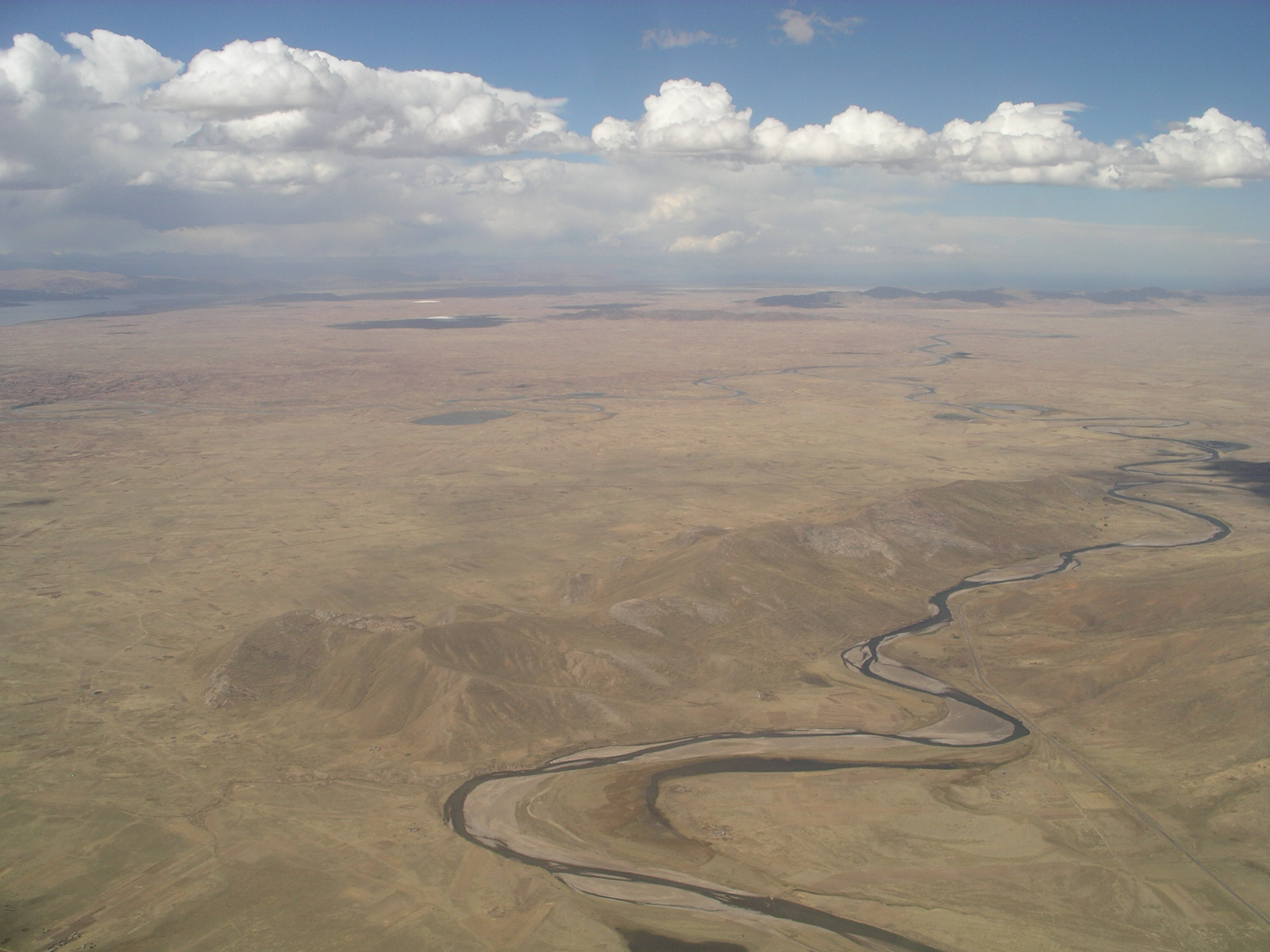
Vue aérienne de l'Altiplano près de Sicuani au Pérou.

L’Altiplano, mot dérivé de "alto plano" qui signifie « haute plaine » en espagnol, situé au cœur de la cordillère des Andes, également appelé Collao, est la plus haute région habitée au monde après le plateau tibétain. Bassin sédimentaire intramontagneux endoréique, il s'étend sur près de 1 500 kilomètres de long, à une altitude moyenne de 3 800 m. Les principales villes de l'Altiplano sont El Alto et Oruro en Bolivie, Juliaca et Puno au Pérou. La Paz se trouve à proximité immédiate, dans un canyon, surplombée par El Alto.

## Géographie physique
Situé dans la zone la plus large de la cordillère des Andes en Amérique du Sud entre le 14e et le 27e degré de latitude sud, il s'étend sur quatre pays : le sud-est du Pérou, l'ouest de la Bolivie, l'extrême nord-est du Chili et l'extrême nord-ouest de l'Argentine. La majeure partie de l'Altiplano se trouve en Bolivie.
L'altitude moyenne est de 3 800 mètres, donc légèrement moins élevée que le Tibet. L'Altiplano est entouré des crêtes montagneuses des volcans actifs à l'ouest, et du désert d'Atacama, le secteur le plus aride au monde, au sud-ouest.
On peut rallier le salar de Coipasa, désert de sel à la blancheur aveuglante, socle d'un lac évaporé depuis près de dix mille ans.

## Géologie
À la fin de l'époque pléistocène, l'Altiplano était recouvert d'un vaste lac, le Ballivián. Aujourd'hui, cette étendue d'eau est à l'origine du lac Titicaca et du lac Poopó. Le salar d'Uyuni ainsi que le salar de Coipasa sont deux grands lacs de sel formés lors de l'assèchement du Ballivián. De nos jours, ils sont devenus des étendues arides où même les arbres ont de la difficulté à pousser. Leur sous-sol est riche en sels minéraux divers.
Ressources minérales : 
- Or : première matière historiquement exploitée,
- Argent : le Cerro Rico de Potosi fut la plus grande mine d'argent au monde. Elle est en désormais surtout exploitée pour son étain.
- Plomb
- Zinc
- Cuivre : la région de l'Atacama fait du Chili le premier producteur mondial
- Lithium : salar d'Uyuni
- Borax
- Étain

La plaque de l'Altiplano est une micro-plaque tectonique qui couvre le sud du Pérou, le nord du Chili et les Andes boliviennes dont l'Altiplano.

## Photographies

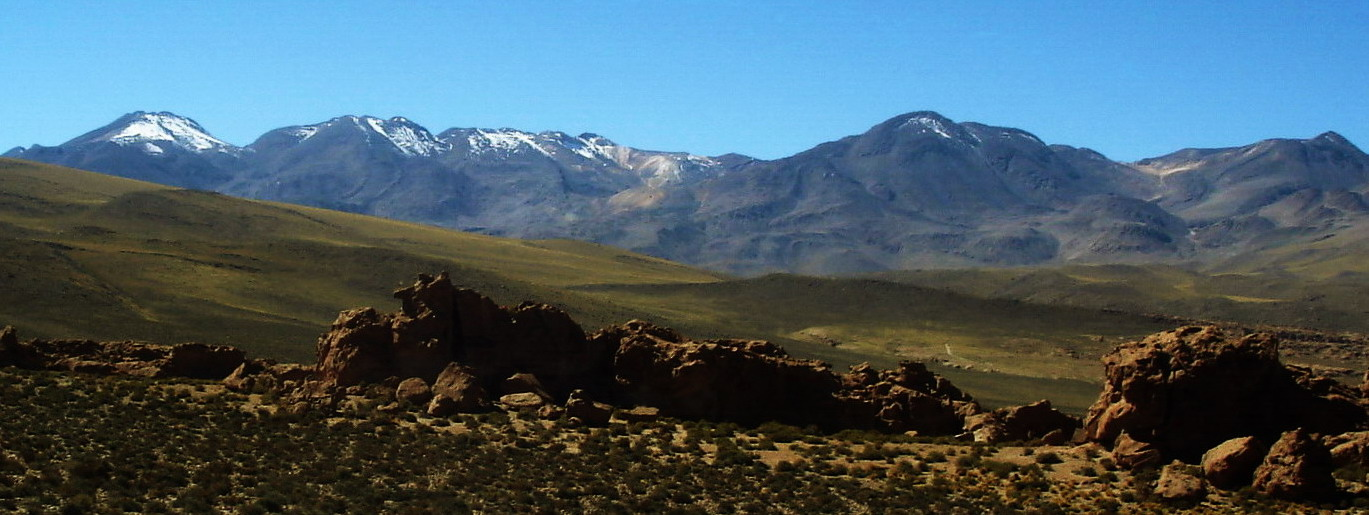
Altiplano chilien.
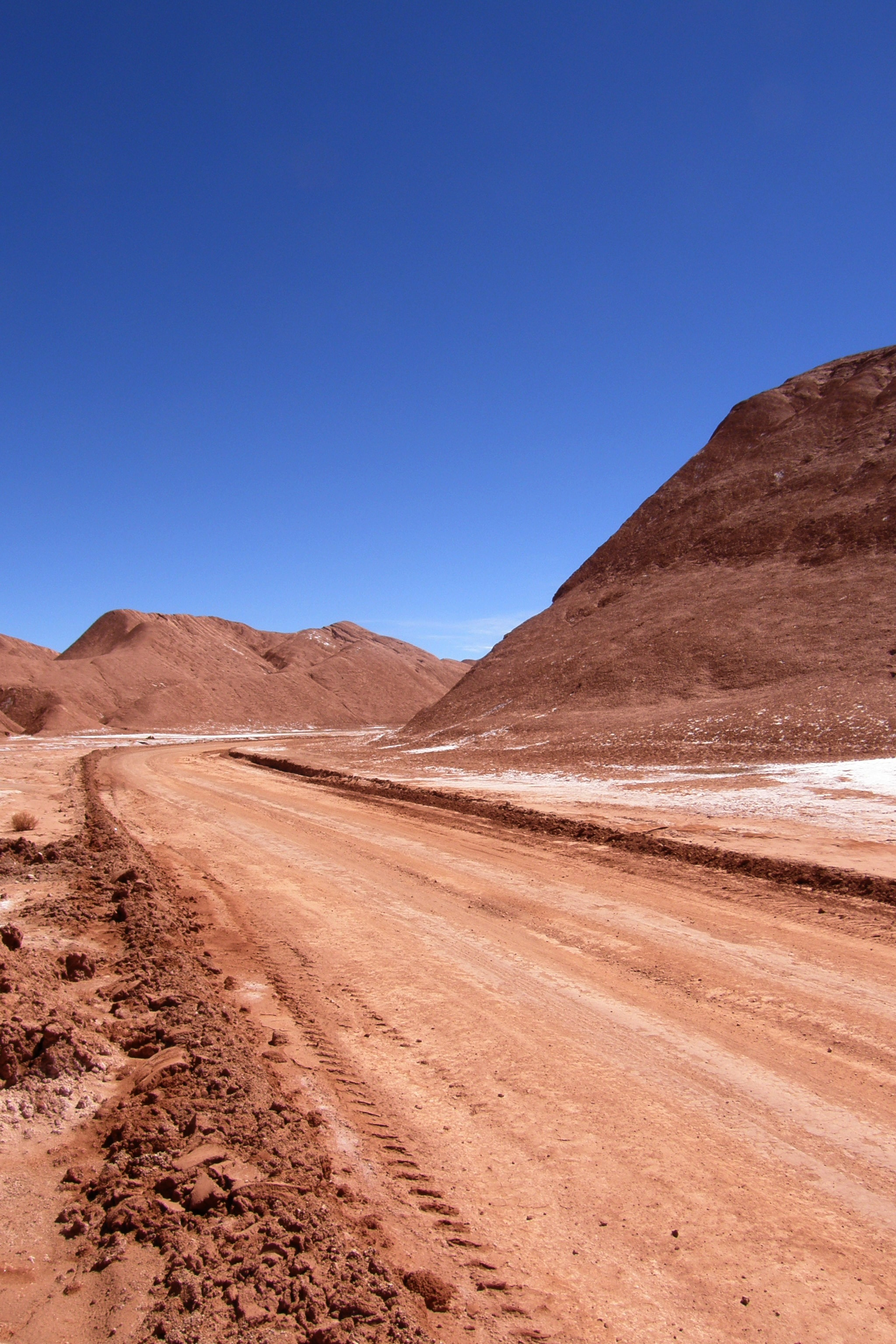
Désert du Diable (altiplano argentin).
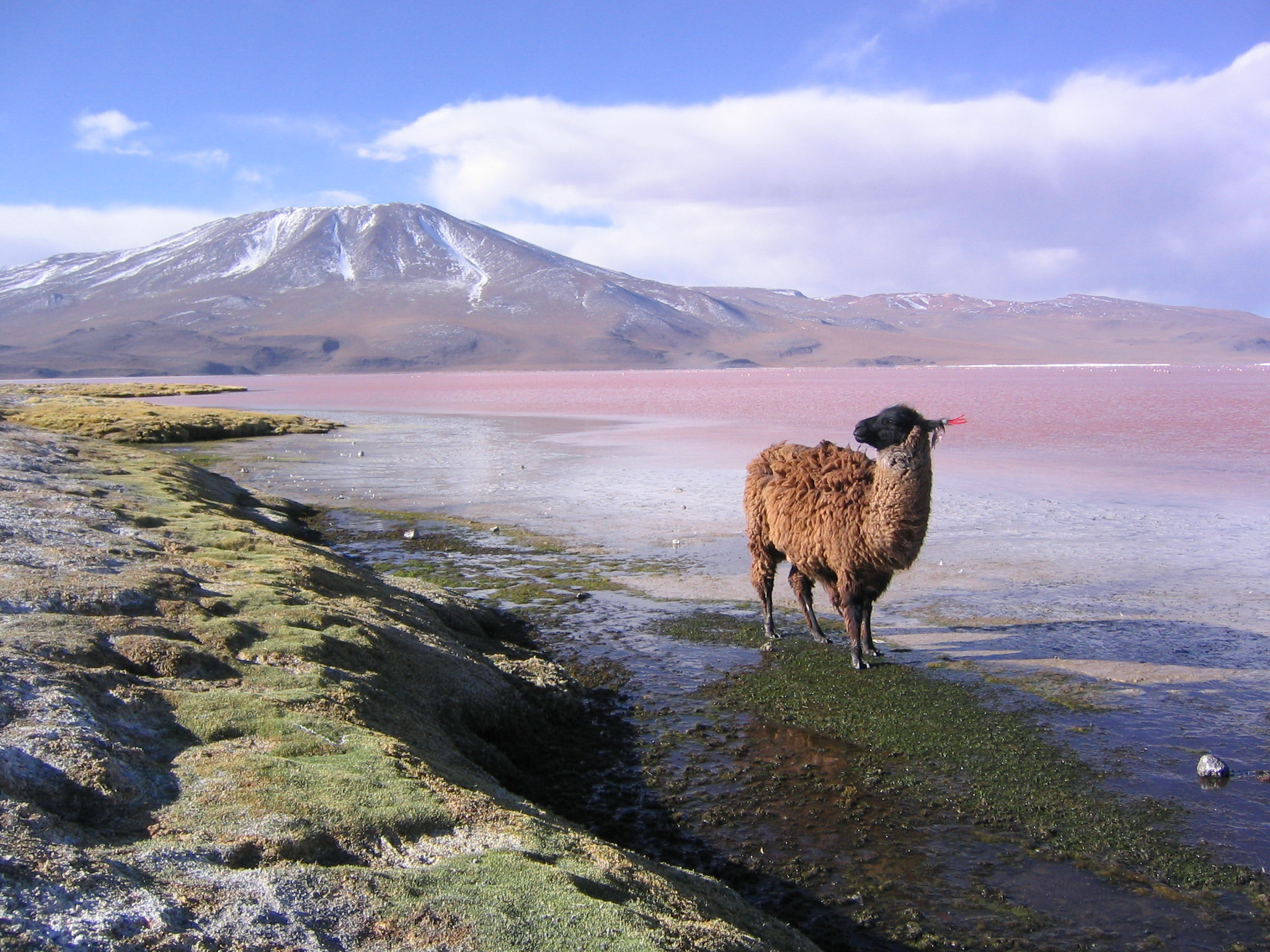
La laguna Colorada, département de Potosí, Bolivie.
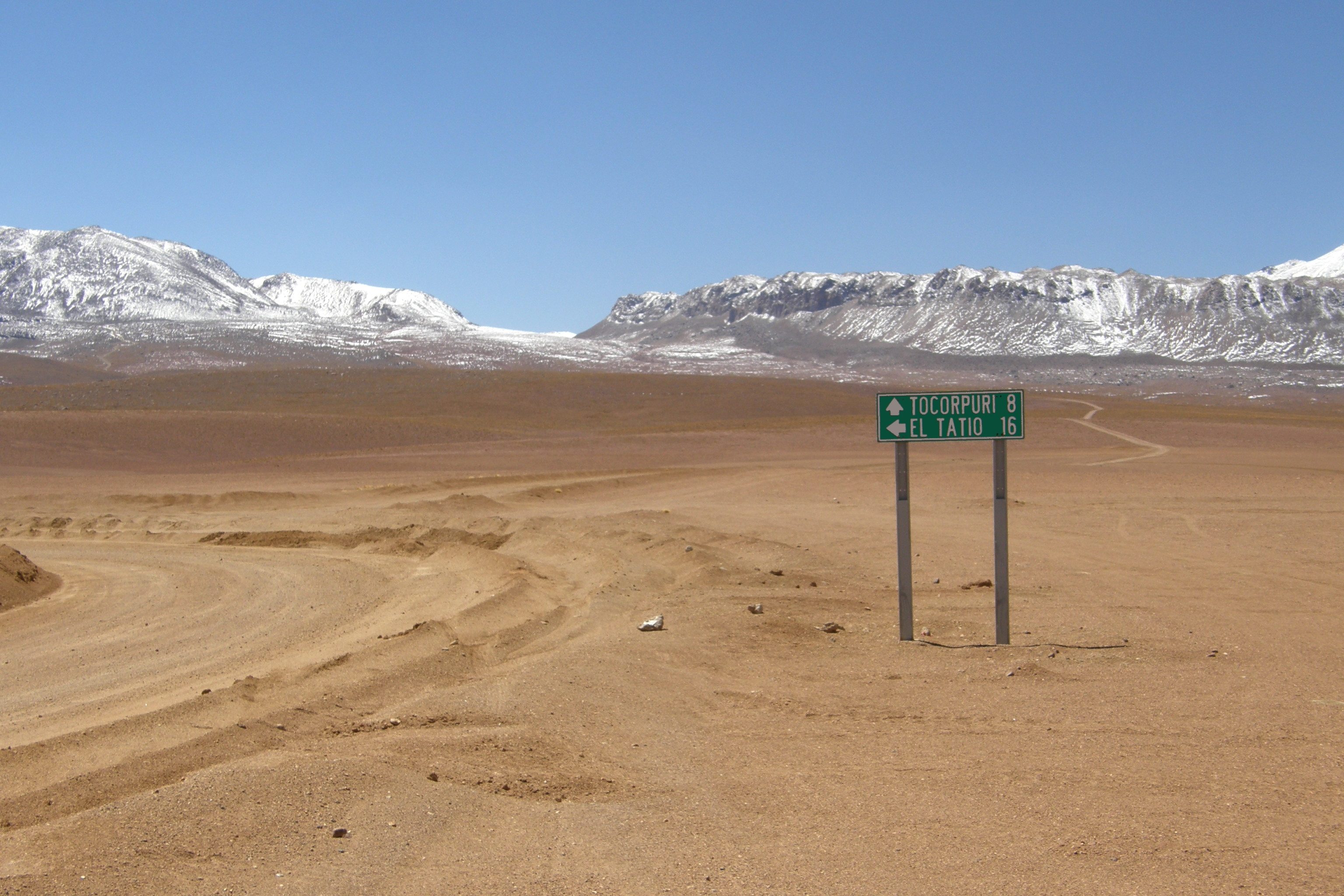
Altiplano chilien au pied du Cerro La Torta.
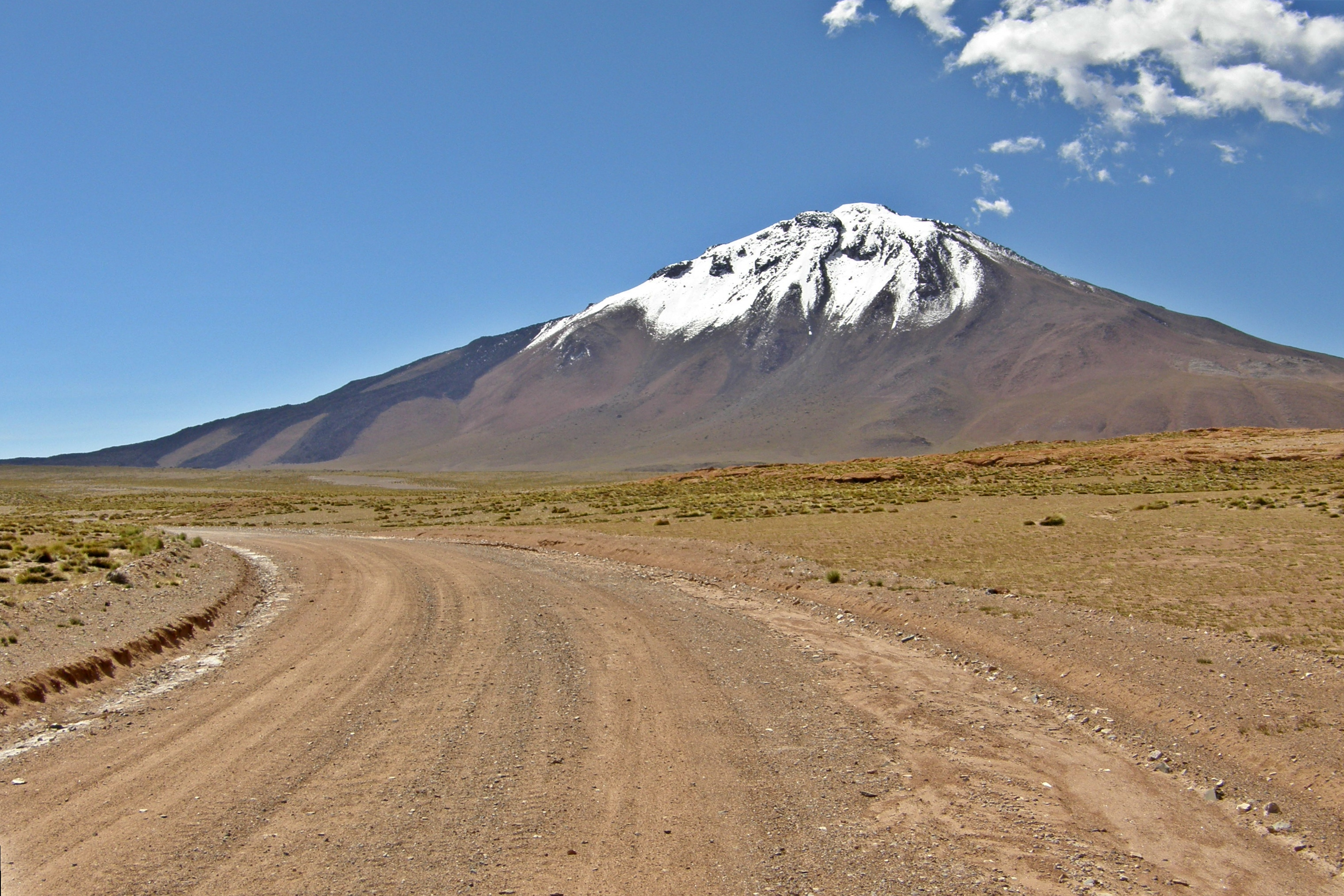
Volcan Tuzgle (altiplano argentin).
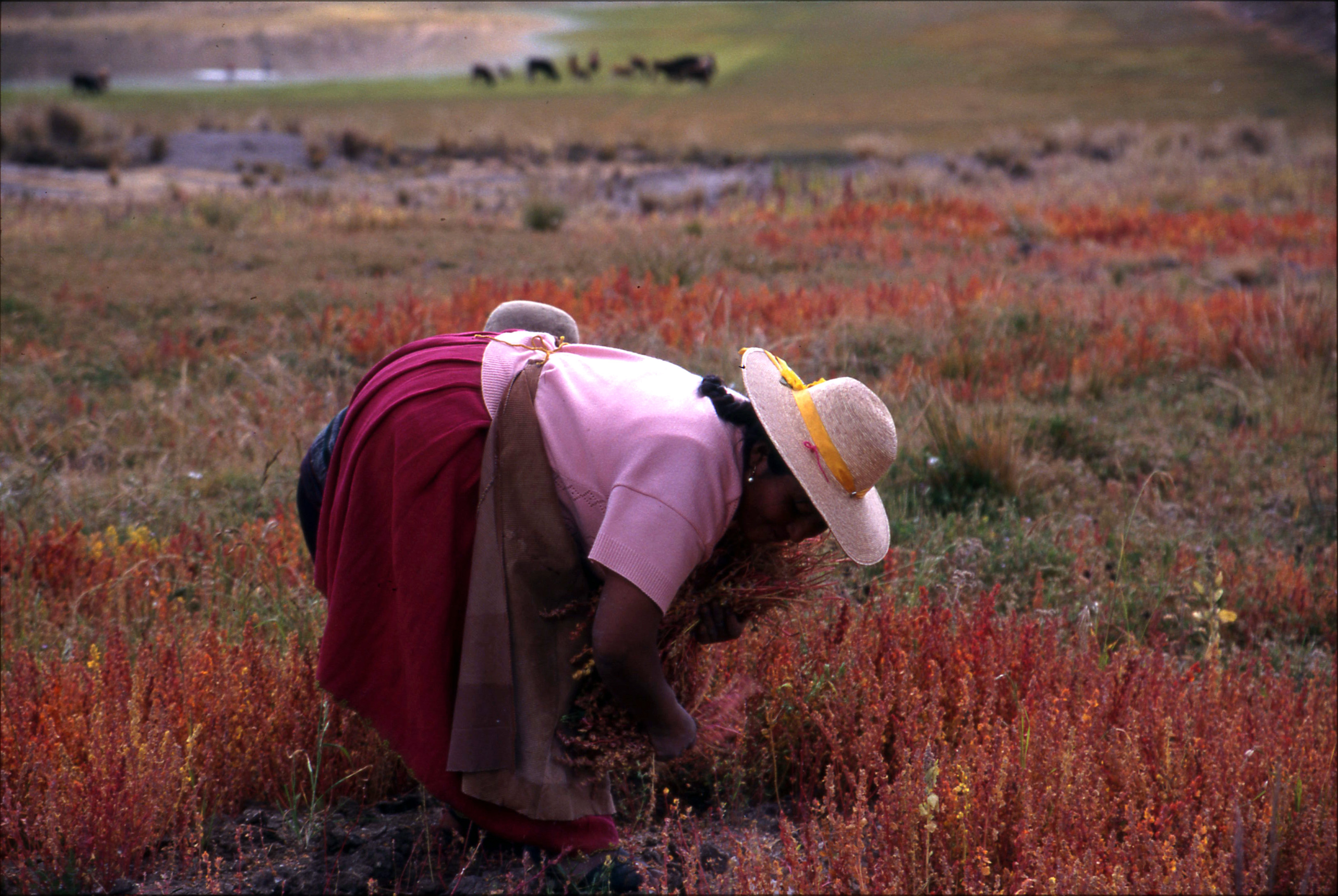
Récolte du quinoa au Pérou.
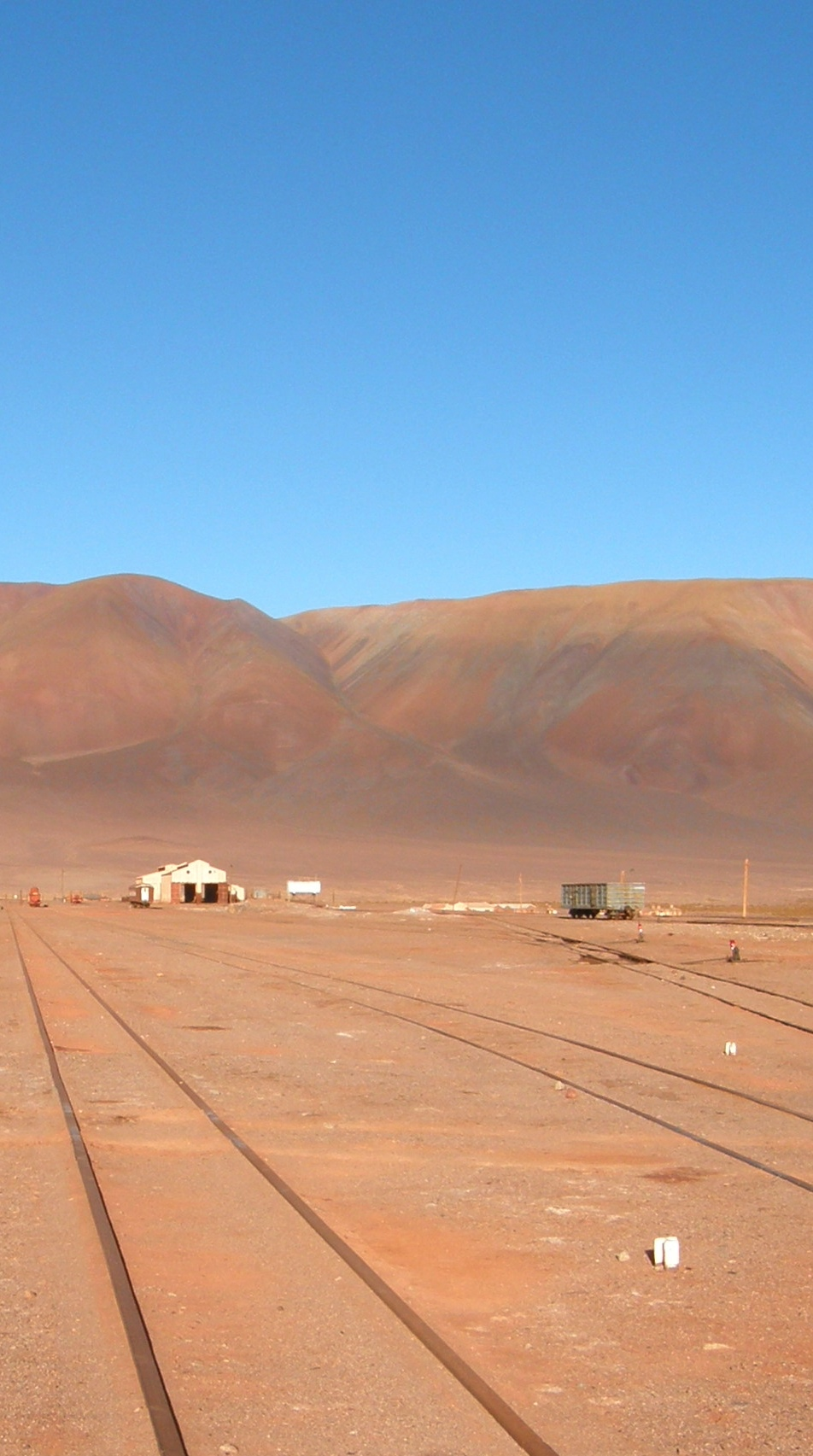
Gare de Tolar Grande, village de l'altiplano argentin.
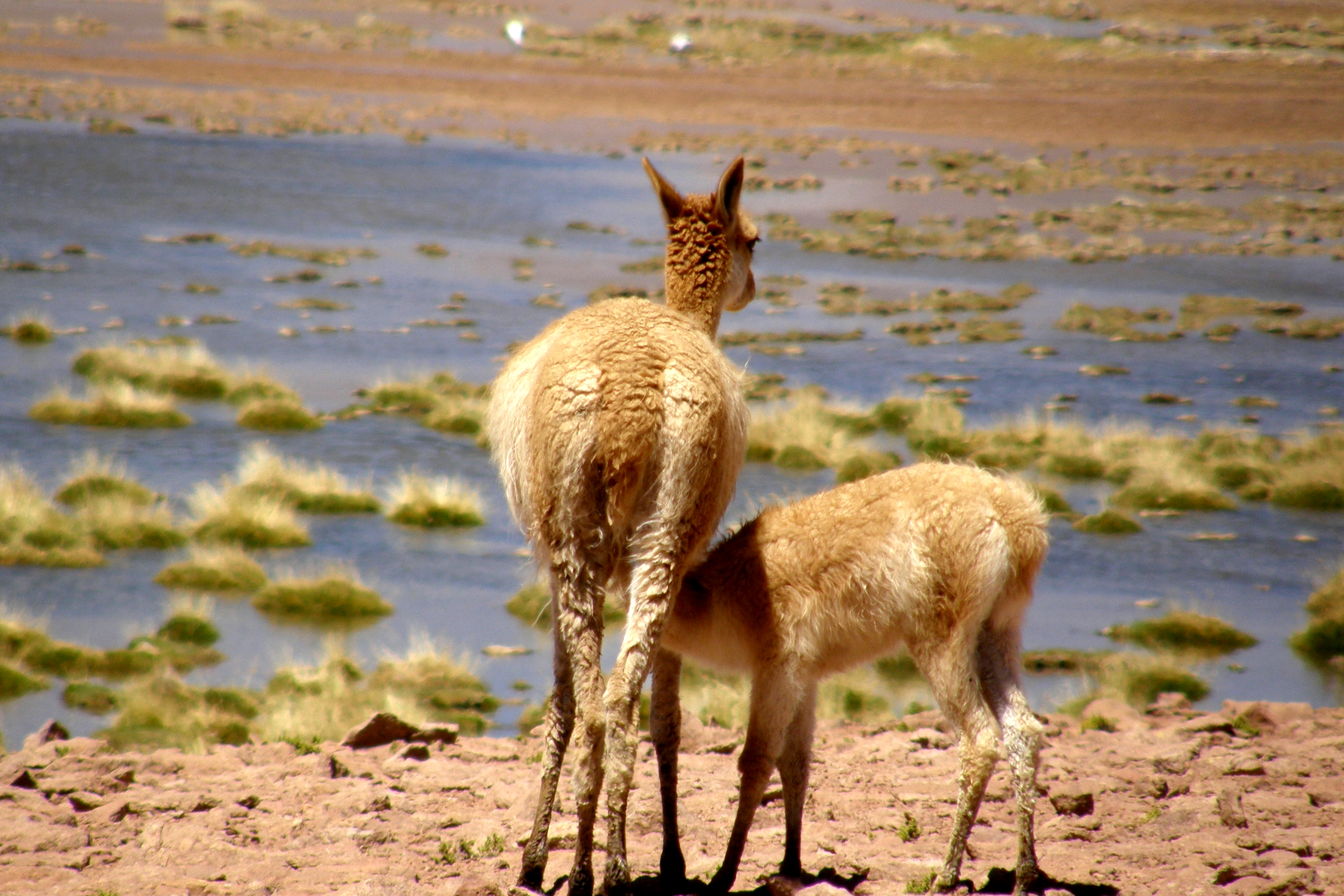
Des vigognes sur l'altiplano chilien

## Climat
Généralement, le climat varie de frais et semi-aride à aride, avec des températures annuelles moyennes qui peuvent aller de 3 °C, à proximité de la chaîne montagneuse occidentale, à 12 °C, près du lac Titicaca. Les précipitations annuelles varient de 200 millimètres au sud-ouest à plus de 800 millimètres près de ce même lac. Cependant, au cours d'une journée, la température peut osciller entre 12 et 24 °C, mais elle peut aussi chuter jusqu'à −20 °C. Cette variation de température est surtout perceptible dans la partie sud-ouest de l'Altiplano, durant les mois de juin et juillet (hiver austral). La saison pluvieuse commence en décembre et se termine en mars. Le reste de l'année, le climat tend à être sec, frais, venteux et ensoleillé. La neige peut tomber entre avril et septembre, principalement au nord, mais ce phénomène rare n'arrive qu'une à cinq fois par an.

## Flore et faune
Bien peu d'arbres peuvent survivre dans ces étendues balayées par le vent et bien peu de plantes y être cultivées. Certains endroits ne reçoivent que 25,5 cm de pluie par an. Et pourtant, ce paysage ascétique est habité : par des chinchillas, par des vigognes, par des alpagas, des lamas, des renards et, contre toute attente, par des groupes considérables de flamants roses, qui voient dans la surface nue et exposée aux intempéries des lacs de sel de la région un cadre idéal pour se reproduire.

## Histoire
Le peuplement de l'altiplano est vieux de 10 000 ans. Des abris sous roches ont été trouvés dans la région de l'Atacama, alors moins aride qu'aujourd'hui. La proximité des tropiques permet aux paysans de cultiver la terre à 4 000 mètres d'altitude.
Des sites fortifiés et des nécropoles semblent indiquer un commerce du sel durant la période pré-incaïque.
Juste avant l'arrivée des conquistadores, la région faisait partie de l'empire Inca.
Les Espagnols commencent à exploiter les richesses minérales de l'altiplano vers 1545, en fondant la ville minière de Potosí.
Depuis 1892, une voie ferrée relie les villes d'Uyuni et d'Oruro au port Chilien d'Antofagasta.